# Rosenheimer Schleife
| Ein ÖBB-IC auf der Fahrt von Salzburg nach Kufstein, er erreicht demnächst die Abzweigstelle Rosenheim Süd. Das Gleis links führt zum Bahnhof Rosenheim. |                      |                      |                      |
| Streckennummer (DB): | 5707                 |                      |                      |
| Kursbuchstrecke (ÖBB): | 300                  |                      |                      |
| Streckenlänge: | 1,215 km             |                      |                      |
| Spurweite: | 1435 mm (Normalspur) |                      |                      |
| Streckenklasse: | D4                   |                      |                      |
| Stromsystem: | 15 kV 16,7 Hz ~      |                      |                      |
| Minimaler Radius: | 264 m                |                      |                      |
| Streckengeschwindigkeit: | 60 km/h              |                      |                      |
| Zweigleisigkeit: | –                    |                      |                      |
| |                      |                      |                      |
| \| \| \| von Salzburg \| \| \| \| 0,000 \| Abzw Rosenheim Ost \| Abzw Rosenheim Ost \| \| \| \| nach Rosenheim \| \| \| \| \| Innsbrucker Straße \| \| \| \| \| Miesbacher Straße \| \| \| \| \| von Rosenheim \| \| \| \| 1,215 \| Abzw Rosenheim Süd \| Abzw Rosenheim Süd \| \| \| \| nach Kufstein Grenze \| \| |                      |                      |                      |
| Strecke |                      | von Salzburg         | von Salzburg         |
| Blockstelle | 0,000                | Abzw Rosenheim Ost   | Abzw Rosenheim Ost   |
| Abzweig geradeaus und nach rechts |                      | nach Rosenheim       | nach Rosenheim       |
| Strecke mit Straßenbrücke |                      | Innsbrucker Straße   | Innsbrucker Straße   |
| Strecke mit Straßenbrücke |                      | Miesbacher Straße    | Miesbacher Straße    |
| Abzweig geradeaus und von rechts |                      | von Rosenheim        | von Rosenheim        |
| Blockstelle | 1,215                | Abzw Rosenheim Süd   | Abzw Rosenheim Süd   |
| Strecke |                      | nach Kufstein Grenze | nach Kufstein Grenze |

Die Rosenheimer Schleife (in Österreich), in Deutschland auch Rosenheimer Kurve genannt, ist eine 1,215 Kilometer lange, eingleisige und elektrifizierte Verbindungskurve östlich des Bahnhofs Rosenheim in Bayern. Sie bildet zusammen mit den von dort ausgehenden Bahnstrecken Rosenheim–Salzburg und Rosenheim–Kufstein Grenze ein Gleisdreieck. Über die Rosenheimer Kurve verkehren die Züge der Österreichischen Bundesbahnen (ÖBB) zwischen Salzburg und Kufstein sowie weiter nach Innsbruck und Vorarlberg. Sie ging am 8. Februar 1982 in Betrieb. Seitdem entfällt das zeitaufwändige Kopfmachen im Bahnhof Rosenheim, aber auch ein Halt in dieser Stadt.

## Geschichte
Erste Überlegungen zur Errichtung einer Verbindungsschleife bei Rosenheim gab es bereits anlässlich der Verhandlungen zum Staatsvertrag zwischen Österreich und Baiern vom 21. Juni 1851, der den Anschluss der auf den beiderseitigen Gebieten zu erbauenden Eisenbahnen regelt. Da zwischen der Reichshauptstadt Wien und dem Land Tirol noch keine Eisenbahnverbindung bestand, wurde in Artikel 1 vereinbart, auf bayerischer Seite eine Eisenbahnstrecke von München bis zur Grenze bei Salzburg und eine Eisenbahnstrecke von Rosenheim bis zur Grenze bei Kufstein zu errichten. Österreich verpflichtete sich in Artikel 2 zum Bau einer Eisenbahnstrecke von der Reichsgrenze bei Kufstein nach Innsbruck sowie von der Reichsgrenze bei Salzburg bis Bruck an der Mur. Eine Verbindungsschleife zwischen beiden Strecken bei Rosenheim, um eine wendefreie Verbindung zwischen Salzburg und Kufstein zu schaffen, stand zur Diskussion. Da Bayern für sich darin keinen Nutzen sah und beim damaligen Bahnbetrieb der Lokomotivwechsel im Bahnhof Rosenheim nicht ins Gewicht fiel, wurde die Schleife nicht errichtet.
Mit Eröffnung der Salzburg-Tiroler-Bahn gab es ab 1872 eine Verbindung von Salzburg über Zell am See nach Innsbruck, die ausschließlich über österreichisches Gebiet verlief.

### Hintergrund

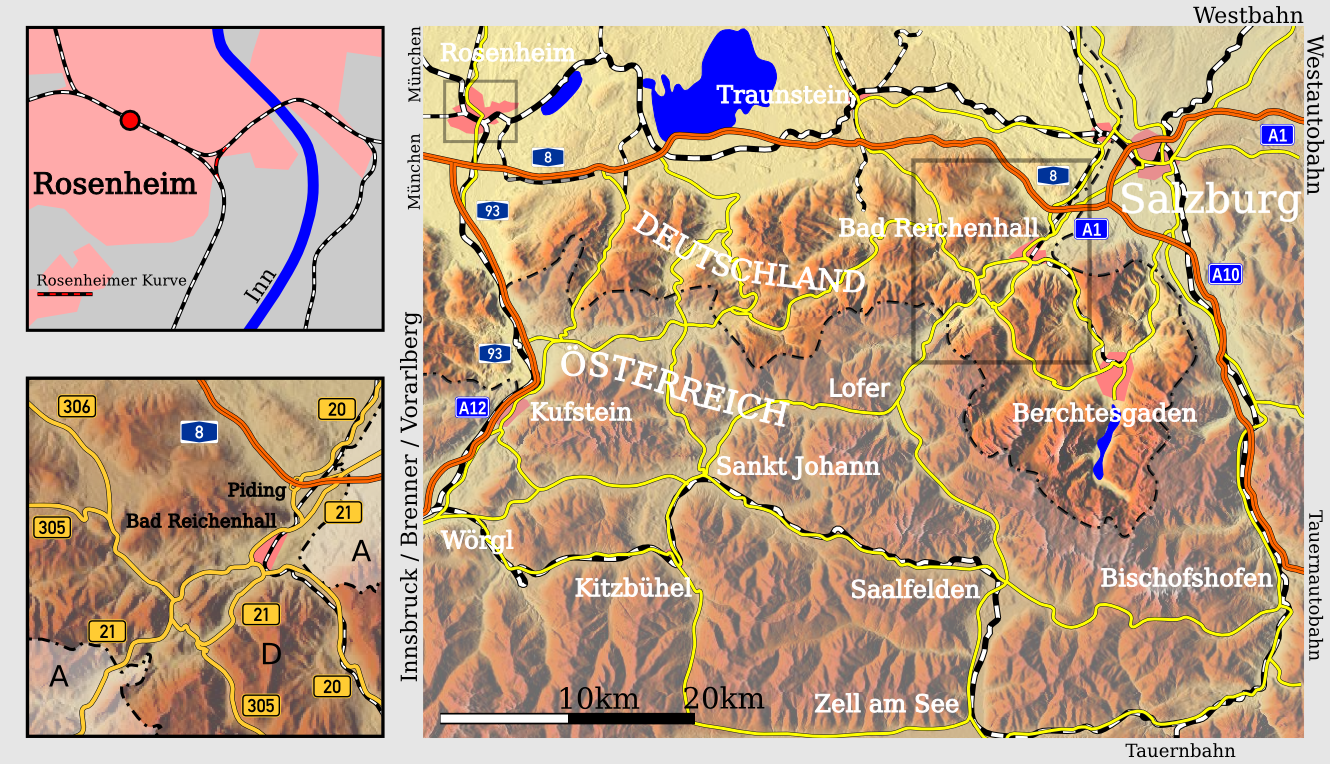
Übersicht über die wichtigen Verkehrswege in der Region (große Karte), „Kleines Deutsches Eck“ (l. u.), Rosenheimer Schleife (l. o.)

Dass es nach mehr als 130 Jahren letztlich doch zur Errichtung der Rosenheimer Schleife kam, hatte seinen Ursprung darin, dass 1967 die Westautobahn fertiggestellt war, die Konkurrenz des Straßenverkehrs auf die Eisenbahnverbindung zwischen Ost- und Westösterreich also enorm stieg, und mit der seit dem 1. Juni 1958 verkehrenden Tages-Schnellverbindung „Transalpin“ zwischen Wien und Basel eine bis dahin sehr erfolgreiche Bahnverbindung existierte.
Eine Führung über das Deutsche Eck, d. h. über die Strecken Salzburg–Rosenheim bzw. Rosenheim–Wörgl–Innsbruck versprach, die Fahrzeit zwischen Salzburg und Innsbruck um 78 Minuten zu kürzen, und ermöglichte es, ohne Zeitverlust und Wenden des Zuges Salzburg Hauptbahnhof anzufahren. Ab Mai 1967 wurden nach einer Vereinbarung zwischen der Deutschen Bundesbahn (DB) und den Österreichischen Bundesbahnen (ÖBB) der Zuglauf des „Bodensee“ (Wien–Bregenz) erstmals in dieser Relation geführt. Der „Transalpin“ folgte 1969.
Der Nachteil dieser Streckenführung war, dass Züge im Bahnhof Rosenheim gestürzt werden mussten, wodurch Zeit verloren ging. Da sich die Verbindung im Übrigen sehr bewährte und die Fahrgastzahlen stiegen, reichte die Kapazität eines Triebzugs der Reihe 4010 bald nicht mehr aus. So verkehrte ab Mai 1977 der Transalpin als Wagenzug mit Lokomotive, was das Wenden in Rosenheim noch aufwändiger machte: Die Lokomotive musste umsetzen und eine Bremsprobe war durchzuführen. Hier machten zudem begrenzte Kapazitäten betriebliche Probleme und verursachten Verspätungen.

### Staatsvertrag
Nachdem Josef Dultinger, stellvertretender Generaldirektor der ÖBB, auf Grund seiner ständigen Reisen zwischen Tirol und Wien die Probleme aus erster Hand kannte, schlug er die Errichtung der Rosenheimer Schleife vor.
Zur Ausführung waren aufwändige Verhandlungen und Behördenverfahren, ein Staatsvertrag zwischen der Republik Österreich und der Bundesrepublik Deutschland sowie weitere zwischenstaatliche Verträge abzuschließen. Obwohl kurzzeitig auch eine großzügigere Lösung zur Diskussion stand, wurde das Projekt auf eine Minimalvariante reduziert, die letztlich zur Ausführung gelangte. Der Staatsvertrag wurde am 5. April 1979 vom österreichischen Verkehrsminister Karl Lausecker und vom Botschafter der Bundesrepublik Deutschland in Wien, Horst Grabert, unterzeichnet. Dem folgte am 9. Mai 1979 ein zwischen der DB und den ÖBB geschlossenes Übereinkommen.
In den Verträgen wurde vereinbart, dass die gesamten Bau- und Erhaltungskosten von den ÖBB zu tragen seien. Die DB hatte die Kosten für die Planung und Bauüberwachung zu übernehmen. Da es sich um eine Eisenbahnstrecke auf bundesdeutschem Gebiet handelte, war die DB ebenfalls für die Baudurchführung verantwortlich.

### Bau der Schleife
Nachdem die anfänglichen Schwierigkeiten der Grundenteignung gelöst waren, konnte im Oktober 1980 mit dem Bau begonnen werden. Da die Trassierung keine nennenswerten Probleme aufwarf, erfolgte der Bau völlig unspektakulär. Für die Errichtung war lediglich die teilweise Verlegung der Happinger-Au-Straße samt zugehöriger Wasserleitung sowie der Bau einer Fuß- und Radwegunterführung erforderlich.
Nur die Anpassung der Sicherungsanlagen war aufwändiger. Beide Abzweigungen wurden in „SpDrS-60-Technik“ errichtet und in das Drucktasten-Stellwerk des Bahnhofes Rosenheim integriert. Die an die beiden Abzweigungen anschließenden Blockabschnitte wurden durch zusätzliche Selbstblockstellen unterteilt, um den Verkehrsfluss zu gewährleisten.
Die Baukosten betrugen rund 7,8 Millionen DM oder 56 Millionen öS (nach dem Umrechnungskurs von 2002: rund 4,0 Millionen Euro). Die ursprünglich veranschlagten Kosten wurden damit um 40 Prozent überschritten.

## Technische Daten
Die Rosenheimer Schleife zweigt, aus Richtung Salzburg, vor Erreichen des Bahnhofes Rosenheim höhengleich mit drei Weichen von der zweigleisigen Bahnstrecke Rosenheim–Salzburg ab und mündet mit wiederum drei Weichen höhengleich in die ebenfalls zweigleisige Bahnstrecke Rosenheim–Kufstein Grenze. Die Schleife selbst ist eingleisig und elektrifiziert. Die Baulänge des Schleifengleises beträgt – entgegen den ursprünglichen Planungen von 1,740 Kilometern – exakt 1,215 Kilometer und ist damit so lang, dass zwischen den Signalen selbst Güterzüge die Weiterfahrt abwarten können, ohne damit den übrigen Bahnverkehr zu behindern. Wegen des geringen Bogenhalbmessers von nur 264 Metern beträgt die zulässige Höchstgeschwindigkeit auf der Schleife lediglich 60 Kilometer pro Stunde.

### Betrieb
Heute befährt tagsüber stündlich ein Railjet pro Richtung die Schleife und zusätzlich werden in der Nacht zwei Nightjet-Zugpaare der ÖBB über die Schleife geführt. Das ergibt gesamt 18 Personenzüge und ca. 10 Güterzüge pro Richtung und Tag.
Seit 2022 befährt auch die WESTbahn dreimal pro Tag und Richtung die Schleife.

### Nutzen
Für Personenzüge betrug die mit der Kurve erzielte Fahrzeitverkürzung 17 Minuten. Heute beläuft sich die Fahrzeit zwischen Salzburg und Kufstein auf 71 Minuten.
Mit dem Halt in Rosenheim war eine Einreise nach Deutschland verbunden. Somit mussten sich alle Reisenden einer Pass- und Zollkontrolle unterziehen. Dies erfolgte auf absperrbaren Bahnsteigen im Zug oder in Abfertigungsgebäuden. Wurde der fahrende Zug abgefertigt, entfielen die Absperrungen. Durch die Rosenheimer Schleife konnten sogenannte Korridorzüge ohne Halt die Bundesrepublik Deutschland durchqueren und der Polizei- und Zollwacheeinsatz entfallen. Eine Einreise wäre nur durch Abspringen vom fahrenden Zug möglich gewesen. Im Fahrplan wurden die Züge als Korridorverbindung ausgewiesen.

## Eröffnung
Obwohl die Strecke nur 1,215 Kilometer lang ist, wurde deren Eröffnung als Staatsakt gefeiert. Bereits vor Abfahrt des Sonderzuges in Salzburg Hauptbahnhof hielten ÖBB-Generaldirektor Wolfgang Pycha und der Erste Präsident und Vorsitzende des Vorstands der DB Wolfgang Vaerst Festreden. Während der Fahrt des aus sieben Wagen bestehenden Sonderzuges über die neue Schleife positionierten sich der österreichische Verkehrsminister Karl Lausecker und sein bundesdeutscher Amtskollege Volker Hauff fotogerecht am Führerstand der 1044.44. Das Gleis war für die Presse mit Bändern in den Staatsfarben Deutschlands und Österreichs überspannt, die vom Sonderzug durchtrennt wurden. Zur gleichen Zeit wurde auch das neue Empfangsgebäude des Bahnhofs Kufstein eingeweiht.